# 저장 위성 텔레비전
저장 위성 텔레비전(浙江卫视)은 저장 방송 그룹 산하의 저장 텔레비전에서 운영하는 방송 채널이다. 1994년부터 위성으로 송출되고 있으며, 중국 대륙의 성급 위성 텔레비전 중 높은 평가를 보유하고 있다.

## 역사
저장 위성 텔레비전은 1960년 10월 1일 저장 텔레비전의 개국과 함께 방송을 시작하였다. 개국 당시 명칭은 "저장인민방송 텔레비전(浙江人民广播电台电视台)"이었다. 1970년 11월 저장인민방송 텔레비전이 라디오 방송국에서 떨어져나가 독립적인 기관으로 설립되었다. 초기에는 4채널이란 이름을 썼다. 1994년 설날을 기점으로 저장TV 4채널이 위성 방송 송출을 시작하였다.
2008년 저장 위성TV는 “중국람(中国蓝)”을 도입하여, “가장 역동적인 중국 TV 엔터테인먼트 브랜드(最具活力的中国电视娱乐品牌)”를 만드는 제안으로, 중국 국내 텔레비전 미디어 중에서, 2번째로 자신의 브랜드와 이미지 세분화의 명확한 위치를 가지는 위성 텔레비전이 되었다. 같은 해 저장 위성TV는 마스코트 “蓝巨星(Blue Star)”을 발표하였고, 2010년에 이 마스코트를 토대로 《 蓝巨星和绿豆鲨 》이란 애니메이션을 선보였다.
2011년 저장위성TV가 중국몽상수(中国梦想秀) 프로그램을 시작한 이후, “제1 꿈의 채널(第一梦想频道)”이라는 슬로건을 넣었다.

## 표어
2004년~2007년 : 浙江衛視
2008년~2010년 : 浙江衛視，中國藍
2011년~2012년 : 浙江衛視，中國藍，第一夢想頻道
2013년~2014년 : 浙江衛視，中國藍
2015년 : 奔跑吧，中國藍

## 주요 프로그램
- 저장신문연파(浙江新闻联播) : 종합 뉴스 프로그램
- 오늘의 초점(今日聚焦) : 19:53분에 저장신문연파와 CCTV-신문연파 사이에 편성되는 논점 프로그램.
- 더 보이스 오브 차이나(中国好声音) : 더 보이스의 중국판.
- 번포바시웅디(奔跑吧兄弟) : SBS의 리얼리티 프로그램 런닝맨의 중국판.
- 중국몽상수(中国梦想秀) : 리얼리티 프로그램. 영국 BBC One의 Tonight's the Night의 포맷을 따왔다.
- 중국람극장(中国蓝剧场) : 저장 위성 텔레비전의 저녁 드라마 방송.
  - 2010년 : 서유기(西游记) / 대아환(大丫鬟) / 천애직녀(天涯织女, 衣被天下, 神话织女)
  - 2011년 : 후궁(后宫)
  - 2012년 : 베이징 러브 스토리(北京爱情故事) / 부침(浮沉)
  - 2013년 : 난릉왕(兰陵王) / 랄마정전(辣妈正传) / 왕의 여인(王的女人) / 정충악비(精忠岳飞)
  - 2014년 : 위자부(卫子夫) / 홍고량(红高粱)
  - 2015년 : 무미랑전기(武媚娘傳奇) / 배상광불상신안루(“北上广”不相信眼泪)

## 같이 보기
- 저장 방송 그룹
- 저장 텔레비전